# Пјер Огист Реноар
Пјер Огист Реноар (фр. Pierre-Auguste Renoir; 25. фебруар 1841 — 3. децембар 1919) био је француски сликар, један од најистакнутијих импресиониста и највећих европских сликара 19. века. Као слављеник лепоте и посебно женске сензуалности, речено је да је „Реноар последњи представник традиције која иде директно од Рубенса до Ватоа“.

## Живот и дело
Родио се 1841. године у Лиможу у сиромашној породици кројача који није имао средстава да издржава породицу па је Реноар већ као мали дечак са 13 година морао је да тражи посао. Радио је у једној Париској фабрици порцелана као сликар порцелана. Када је престао да се ручно осликава порцелан и почео да се слика механички радио је као сликар зидних декорација и лепеза. 1862. године се коначно уписује у школу лепих уметности у Паризу. Посећивао је Лувр и ту упознао дела многих славних сликара и покушавао да слика стилом Рубенса. Упознао се и са сликарима који су имали сличне идеје о сликарству, Алфред Сислија, Фредерик Базила и Клод Монеа. Са њима је одлазио да слика у пленеру. 1864. године је први пут излагао али није доживео успех.
Између 1865. и 1870. године Реноар често није имао ни за боје. Сценска природа га је инспирисала за слику Дијана која је била направљена техником реалисте Курбеа. Зими 1867. становао је код пријатеља Базила у његовом атељеу и сликао портрете сликара и његових пријатеља.
Године 1868. је сарађивао са Клодом Монеом и у кафани коју су заједнички посећивали се трудио да захвати кафански живот и атмосферу њиховог омиљеног места и састајалишта париског друштва и насликао слике из кафанског живота по којима је такође познат.
После војске 1871. године се враћа у Париз. Захваљујући познанству са Дуранд Руелом који је био трговац и колекционар слика и који је откупио велики број Реноарових слика могао је да себи дозволи велики атеље у коме је радио. На салону 1873. године је имао први успех али када је изложио на првој заједничкој импресионистичкој изложби успех је изостао. У то доба је почео да разрађује свој посебан стил због кога је много осуђиван и у коме је створио велики број својих дела. Оженио се 1879. године и сликао слике из живота, међу којима су и портрети његове деце и њихове дадиље.
| Средњи од три сина чувеног француског сликара Пјер-Огиста Реноара био је ништа мање чувени француски филмски редитељ Жан Реноар. Његов старији син Пјер Реноар био је глумац, а унук, Пјеров син Клод, филмски сниматељ. |

Сликао је портрете и на томе много зарађивао али тада није створио ништа новога али је створио у то доба и неколико од својих највећих дела.
Године 1881, је отпутовао у Алжир где је тражио нове инспирације за своје слике. Угледао се на Енгреа и насликао слику Велико купање жена. Током следећих 10 година развијао је свој властити стил у сликарству иако је имао проблеме са реуматизмом који му је делом онемогућавао кретање десне руке па је сликао кистом који је био везан за шаку.
Са тим како је болест напредовала био је принуђен да користи колица и није могао да слика класична платна. У касној фази се занимао за скулптуру али због своје болести није могао да реализује своје предлоге и једино је реализовао својеручно бисту свога најмлађег сина 1908. године.
Пред крај свога живота 1919. године је посетио Лувр да би видео своја дела која су била међу старим мајсторима сликарства. Славни и познати уметник Аугуст Пјер Реноар умро је 3. децембра 1919. године у француском градићу Кањ сир Мер.
Његови лични предмети и уметничка дела, укупно 143 предмета, продати су на аукцији у Њујорку 19. септембра 2013. за 1,3 милиона долара.

## Уметничка дела
Реноарове слике су истакнуте по живој светлости и засићеним бојама, најчешће се фокусирајући на људе у интимним и искреним композицијама. Женски акт је био једна од његових примарних тема. Међутим, 1876. године, рецензент у Ле Фигару написао је „Покушајте да објасните господину Реноару да женски торзо није маса распадајућег меса са оним љубичасто зеленим мрљама које означавају стање потпуног труљења у лешу.“ у карактеристичном импресионистичком стилу, Реноар је сугерисао детаље сцене кроз додире боје слободном четкицом, тако да се његове фигуре меко стапају једна са другом и њиховом околином.
Његове прве слике показују утицај колоризма Ежена Делакроа и сјај Камила Короа. Он се такође дивио реализму Густава Курбеа и Едуара Манеа, а његов рани рад подсећа на њихов у погледу употребе црне као боје. Реноар се дивио осећају за кретање Едгара Дега. Други сликари којима се Реноар веома дивио били су мајстори из 18. века Франсоа Буше и Жан-Оноре Фрагонар.
Одличан пример Реноаровог раног рада и доказ утицаја Курбеовог реализма је Дијана, 1867. Наводно митолошка тема, слика је натуралистичког студијског рада; фигура пажљиво посматрана, чврсто моделована и постављена на измишљени пејзаж. Ако је дело „студентско” дело, присутан је Реноаров појачан лични одговор на женску сензуалност. Модел је била Лизе Трео, тадашња уметникова љубавница и инспирација за бројне слике.
До средине 1880-их, међутим, он је прекинуо са настојањем да примени дисциплинованију формалну технику на портрете и слике фигура, посебно жена. Било је то путовање у Италију 1881. године, када је видео дела Рафаела, Леонарда да Винчија, Тицијана и других ренесансних мајстора, која су га уверила да је на погрешном путу. У том тренутку је изјавио: „Отишао сам колико сам могао са импресионизмом и схватио сам да не могу ни да сликам, ни да цртам“.
У наредних неколико година сликао је строжијим стилом у покушају да се врати класицизму. Концентришући се на свој цртеж и наглашавајући обрисе фигура, сликао је дела као што су Плава купачица (1881. и 1882. године) и Велики купачи (1884–87; Филаделфијски музеј уметности) током онога што се понекад назива његовим „Енгровим периодом“.
Од овог периода па надаље он се концентрише на монументалне актове и домаће сцене, чији су лепи примери Девојке за клавиром, 1892, и Велике купачице, 1887. Ова последња слика је најтипичнија и најуспешнија од Реноарових касних, богато наглашених актова.

### Критички каталог
Петотомни критички каталог Реноарових дела (са једним додатком) објавио је Бернајм-Жан између 1983. и 2014. године.. Бернајм-Жан је једини преживели велики трговац уметнинама којег је Реноир користио. Вилденштајн институт припрема критички каталог Реноаровог дела. Неспоразум између ове две организације око непотписаног дела у замку Пиктон био је у средишту друге епизоде четврте сезоне телевизијске серије Fake or Fortune.

### Постхумна продаја
Мала верзија Бал на Мулин де ла Галете продата је за 78,1 милион долара 17. маја 1990. у Сотебију у Њујорку.

## Избор дела
- Бал на Мулен де ла Галет, 1876. Орсеј, Париз
- Портрет госпођице Гримпел са плавом траком, 1880. приватна збирка, Париз
- Купачица са Брише, 1888. збирка Оскара Рајнхарда, Винтертур
- Девојка која се чешља, 1894. збирка Леман, Њујорк
- Габријела са ружом, 1911. Лувр, Париз
- Акт, 1017. збирка Харија Реквина, Њујорк
- Kупачица, 1910, Народни музеј (Београд)

## Мала галерија његових слика
- La Grenouillère (1868)
- Le Bal au Moulin de la Galette (1876)
- The Swing (La Balançoire) (1876)
- Le Déjeuner des canotiers (1880-1881)
- Gabrielle (1911)
- La famille d artiste (1896)
- Купачица (1892)
- Девојка која се чешља (1894)